# Stefan Engstfeld

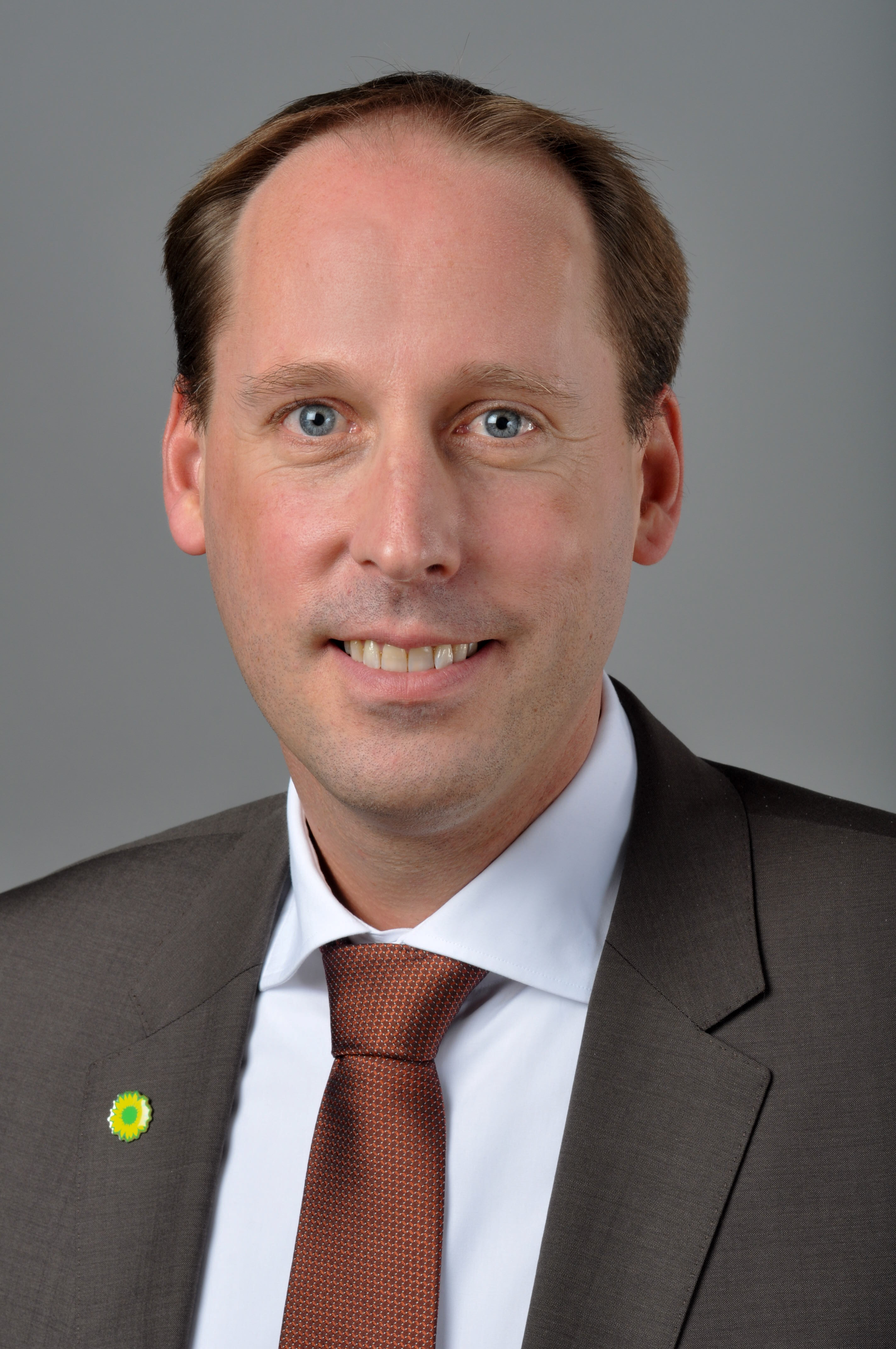
Stefan Engstfeld (2013)

Stefan Engstfeld (* 5. Januar 1970 in Duisburg) ist ein deutscher Politiker (Bündnis 90/Die Grünen). Er ist seit 2018 Mitglied im Landtag Nordrhein-Westfalen, dem er bereits von 2010 bis 2017 angehörte.

## Biografie
Engstfeld wuchs in Ratingen auf. Nach dem Abitur 1991 an einer Schule im Stadtteil Lintorf absolvierte er den Zivildienst am Universitätsklinikum Düsseldorf. Ein Studium der Sozialwissenschaften an der Universität Duisburg-Essen brach er ab, um anschließend als persönlicher Mitarbeiter in der NRW-Landtagsfraktion der Grünen und ab 2007 in der Bundestagsfraktion seiner Partei zu arbeiten.

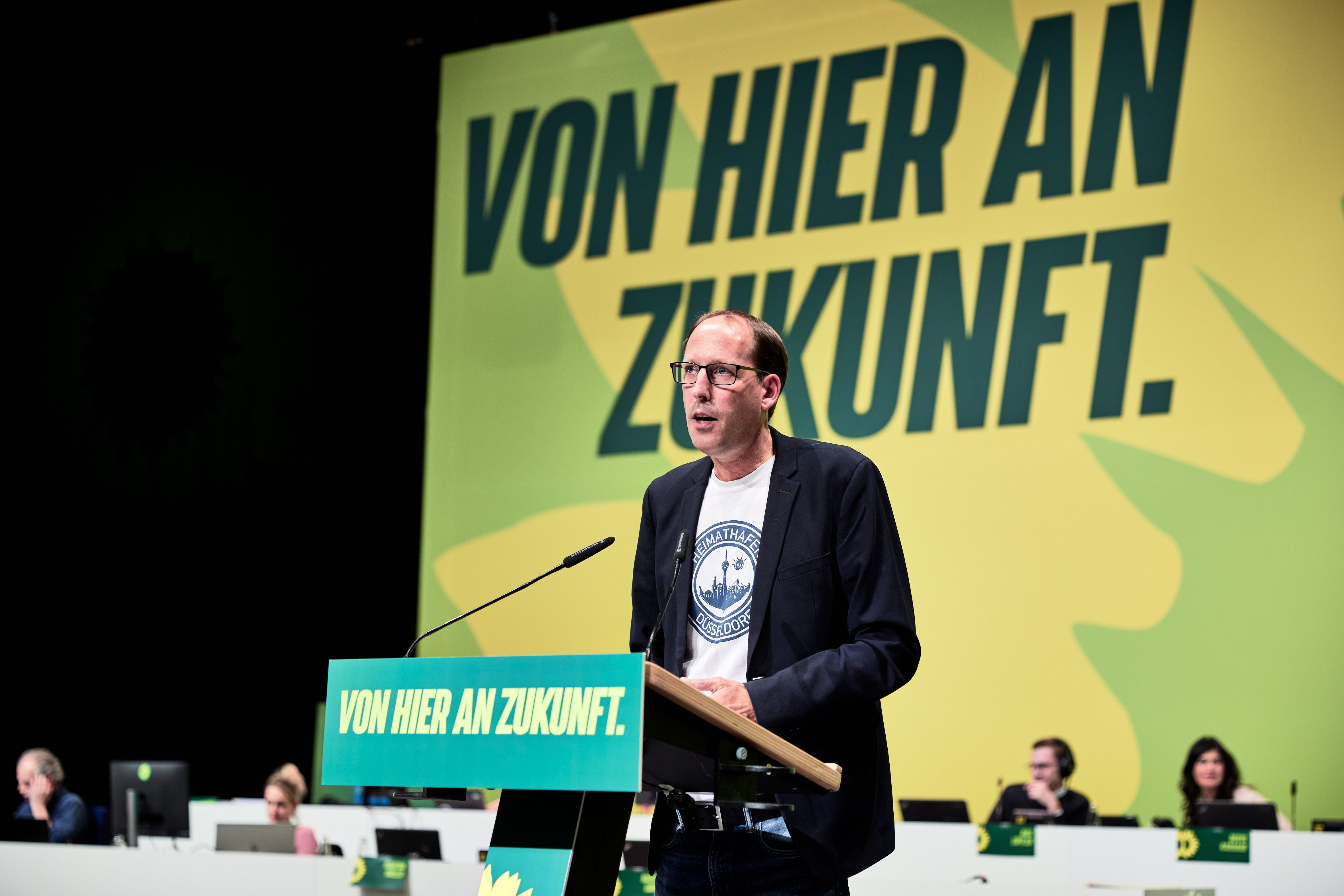
Stefan Engstfeld bei der Landesdelegiertenkonferenz der Grünen NRW in Siegen (2021)

Engstfeld ist seit 1996 Mitglied der Partei Bündnis 90/Die Grünen. Von 1999 bis 2010 war er Mitglied des Präsidiums der Landesdelegiertenkonferenz und des Landesparteirats der Grünen in Nordrhein-Westfalen. Zur Landtagswahl 2010 wurde er erstmals in den nordrhein-westfälischen Landtag gewählt, bei der vorgezogenen Landtagswahl 2012 zog er über die Landesliste seiner Partei erneut ein und gehörte dem Landtag bis zum 21. Mai 2017 an. Von 2012 bis zu seinem Ausscheiden war er stellvertretender Vorsitzender der Fraktion. Engstfeld rückte am 12. Mai 2018 für Barbara Steffens als Abgeordneter in den Landtag Nordrhein-Westfalen nach. Bei der Landtagswahl in Nordrhein-Westfalen im Mai 2022 gelang ihm der Wiedereinzug über die Landesliste. Das Direktmandat im Landtagswahlkreis Düsseldorf III verpasste er mit 29,17 % der Erststimmen, es gewann Angela Erwin mit 31,87 %.
Im Januar 2020 nominierten die Mitglieder der Grünen Düsseldorf Engstfeld als Kandidaten für die Oberbürgermeisterwahl 2020 in Düsseldorf.
Engstfeld ist verheiratet mit Kerstin Jäckel-Engstfeld. Sie war von 2014 bis 2018 Leiterin des Amtes für Kommunikation der Stadt Düsseldorf und übt diese Funktion seit Januar 2021 erneut aus.

## Sonstiges Engagement
- Mitglied des Kuratoriums des Instituts für europäische Partnerschaften und internationale Zusammenarbeit (IPZ) in Hürth